# Thiên Ưng (chòm sao)
Thiên Ưng (天鷹), còn gọi là Đại Bàng (tiếng Latinh: Aquila) là một trong 48 chòm sao Ptolemy và cũng là một trong 88 chòm sao hiện đại, nằm gần xích đạo thiên cầu. Sao sáng nhất trong chòm sao là sao Ngưu Lang (Altair), là một trong các đỉnh của Tam Giác Mùa Hè.

## Lịch sử

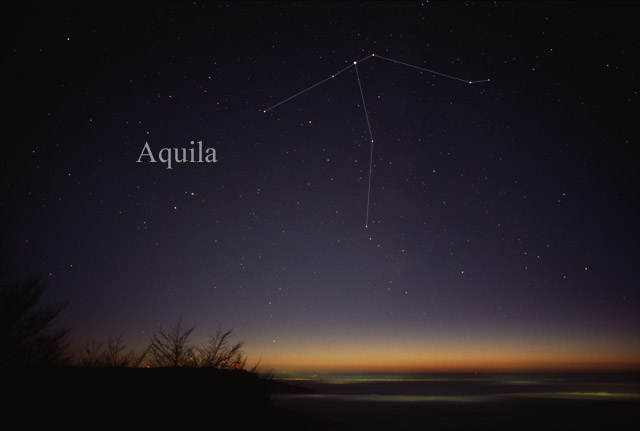
Chòm sao Thiên Ưng.

Chòm sao Thiên Ưng là một trong 48 chòm sao theo miêu tả của Plotemy thời Hy Lạp cổ đại. Nó cũng được nhắc tới bởi Eudoxus vào thế kỷ thứ 4 trước Công nguyên và Aratus vào thế kỷ thứ 3 trước Công nguyên.
Nó hiện là một trong 88 chòm sao được xác định bởi Liên đoàn Thiên văn Quốc tế. Chòm sao này còn được gọi là Vultur volans (kền kền bay) bởi người La Mã. Nó thường được coi là đại diện cho con đại bàng cầm lưỡi tầm sét của thần Zeus / Jupiter trong thần thoại Hy Lạp / La Mã. Chòm sao Thiên Ưng cũng có liên quan đến con đại bàng đã bắt cóc Ganymede (có liên quan đến chòm sao Bảo Bình) lên đỉnh Olympus để làm người bưng cốc cho các vị thần.

## Thám hiểm
Sứ mệnh Pioneer 11 của NASA đã bay qua Sao Mộc và Sao Thổ trong thập niên 1970 và sẽ đến gần sao Lambda Aquilae của chòm sao Thiên Ưng trong khoảng 4 triệu năm tới.

## Tên gọi
| Ký hiệu Bayer | Tên           | Gốc             | Nghĩa                     |
| ------------- | ------------- | --------------- | ------------------------- |
| α             | Altair        | Tiếng Ả Rập     | đại bàng bay              |
| β             | Alshain       | Tiếng Ả Rập     | chim cắt lớn              |
| γ             | Tarazed       | Tiếng Ba Tư     | cán của cái cân           |
| ε             | Deneb el Okab | Tiếng Ả Rập     | cái đuôi của chim cắt lớn |
| ζ             | Deneb el Okab | Tiếng Ả Rập     | cái đuôi của chim cắt lớn |
| η             | Bezek         | Tiếng Hebrew    | sấm sét                   |
| θ             | Tseen Foo     | Tiếng phổ thông | cái bè nặng               |
| ι             | Al Thalimain  | Tiếng Ả Rập     | hai con đà điểu           |
| λ             | Al Thalimain  | Tiếng Ả Rập     | hai con đà điểu           |

## Thiên thể

### Sao
Chòm sao Thiên Ưng nằm trong Dải Ngân Hà, bao gồm nhiều vùng sao sáng và là vị trí của nhiều tân tinh.
- α Aql (sao Ngưu Lang) là ngôi sao sáng nhất trong chòm sao Thiên Ưng.[1] Đây là một trong ba ngôi sao của Tam Giác Mùa Hè, cùng với sao Chức Nữ và sao Thiên Tân.[5][6][7] α Aql có thị sai 0.23", là một ngôi sao dãy chính loại A với khối lượng gấp 1,8 lần Mặt Trời và độ sáng gấp 11 lần Mặt Trời.[8][9]
- β Aql (Alshain) là một ngôi sao có độ sáng là 3,71, cách Trái Đất 45 năm ánh sáng. Ngôi sao chính là một sao gần mức khổng lồ loại G với quang phổ G9.5 IV và ngôi sao thứ hai là một sao lùn đỏ.[10][11] Ngôi sao chính có bán kính gấp ba lần và độ sáng gấp sáu lần Mặt Trời.[12]
- γ Aql (Tarazed) là một ngôi sao khổng lồ cam có độ sáng khoảng 2,7,[13] cách Trái Đất 460 năm ánh sáng. Đây là ngôi sao sáng thứ hai trong chòm sao này và là một sao biến quang chưa được xác nhận.[14]
- η Aql là một sao siêu khổng lồ màu trắng vàng, cách Trái Đất 1200 năm ánh sáng. Trong số các sao biến quang Cepheid sáng nhất, nó có cấp sao tối thiểu là 4,4 và cấp sao tối đa là 3,5 với chu kỳ 7,177 ngày.[1] Sự biến quang ban đầu được Edward Pigott quan sát thấy vào năm 1784.[15] Ngoài ra còn có hai ngôi sao đồng hành quay quanh sao siêu khổng lồ: một ngôi sao dãy chính loại B[16] và một ngôi sao dãy chính loại F.[17]
- 15 Aql là một sao đôi quang học. Ngôi sao chính là một sao khổng lồ cam có cấp sao 5,41 và quang phổ K1 III,[18][19] cách Trái Đất 325 năm ánh sáng. 15 Aql có thể được quan sát dễ dàng qua các kính thiên văn nghiệp dư nhỏ.[1]
- ρ Aql đi qua biên giới chòm sao Hải Đồn vào năm 1992,[20][21] và là một ngôi sao loại A có độ kim loại thấp hơn Mặt Trời.[22]

### Tân tinh
Một tân tinh đã được quan sát thấy trong chòm sao Thiên Ưng vào năm 1918 (Nova Aquilae 1918) và sáng hơn cả sao Ngưu Lang, ngôi sao sáng nhất trong chòm sao Thiên Ưng, trong một thời gian ngắn. Nó được Zygmunt Laskowski quan sát lần đầu tiên và được xác nhận vào đêm ngày 8 tháng 6 năm 1918. Nova Aquilae 1918 đạt cấp sao biểu kiến cực đại là −0,5 và là tân tinh sáng nhất được ghi nhận kể từ khi phát minh ra kính viễn vọng.